# U 81 (U-Boot, 1941)
U 81 war ein deutsches U-Boot vom Typ VII C, das im Zweiten Weltkrieg von der deutschen Kriegsmarine eingesetzt wurde. Das Boot versenkte u. a. den britischen Flugzeugträger Ark Royal.

## Geschichte
Der Auftrag für das Boot wurde am 25. Januar 1939 an die Vegesacker Werft (Bremer Vulkan) in Bremen-Vegesack vergeben. Die Kiellegung erfolgte am 11. Mai 1940, der Stapellauf am 22. Februar 1941, die Indienststellung unter Oberleutnant zur See Friedrich Guggenberger fand schließlich am 26. April 1941 statt.
Bis zum 30. November 1941 gehörte es als Ausbildungs- und Frontboot zur 1. U-Flottille in Kiel bzw. Brest. Ab dem 1. Dezember 1941 gehörte U 81 bis zu seiner Vernichtung am 9. Januar 1944 zur 29. U-Flottille in La Spezia, Salamis und Pola im Mittelmeereinsatz.

## Einsatzstatistik
U 81 absolvierte während seiner Dienstzeit 18 Unternehmungen, auf denen 19 Schiffe mit einer Gesamttonnage von 48.393 BRT versenkt wurden, darunter der britische Flugzeugträger Ark Royal mit 22.600 t.

### Erste Unternehmung
Das Boot lief am 17. Juli 1941 um 08:00 Uhr in Trondheim aus und am 7. August 1941 in Kirkenes ein. Auf dieser 22 Tage dauernden und 2.569 sm über und 580 sm unter Wasser langen Unternehmung im Nordmeer und der Murmanküste wurden keine Schiffe versenkt oder beschädigt.
Das Boot verlegte am 9. August 1941 von Kirkenes nach Trondheim in die Werft.

### Zweite Unternehmung
Das Boot lief am 27. August 1941 um 08:00 Uhr von Trondheim aus und am 19. September 1941 um 12:45 Uhr in Brest ein. Auf dieser 24 Tage dauernden und zirka 4.800 sm über und 137 sm unter Wasser langen Unternehmung in den Nordatlantik und südwestlich von Island, wurden zwei Schiffe mit 8.943 BRT versenkt und ein Schiff mit 7.465 BRT beschädigt.
- 9. September 1941: Versenkung des britischen Dampfers Empire Springbuck (Lage) mit 5.591 BRT. Der Dampfer wurde durch zwei Torpedos versenkt. Er hatte 6.085 t Sprengstoff und Stahl geladen und befand sich auf dem Weg von Boca Grande (Kuba) über Sydney nach Leith und London. Das Schiff war ein Nachzügler des Konvois SC-42 mit 65 Schiffen. Es war ein Totalverlust mit 42 Toten.
- 10. September 1941: Versenkung des britischen Dampfers Sally Maersk (Lage) mit 3.252 BRT. Der Dampfer wurde durch zwei Torpedos versenkt. Er hatte 4.527 t Weizen geladen und befand sich auf dem Weg von Three Rivers über Sydney (Nova Scotia) nach Sharpness. Das Schiff gehörte zum Konvoi SC-42. Es gab keine Verluste, 34 Überlebende.
- 10. September 1941: Beschädigung des britischen Dampfers Empire Hudson mit 7.465 BRT. Der Dampfer wurde durch einen Torpedo beschädigt und noch am selben Tag von U 82 versenkt.

### Dritte Unternehmung
Das Boot lief am 29. Oktober 1941 um 14:00 Uhr von Brest aus und am 10. Dezember 1941 in La Spezia ein. U 81 lief am 31. Oktober 1941 wegen Bombenschäden wieder in Brest ein, und am 4. November 1941 wieder aus. Auf dieser 40 Tage dauernden und zirka 5.500 sm über und 442 sm unter Wasser langen Unternehmung, bei der am 12. November 1941 die Straße von Gibraltar passiert und im östlichen Mittelmeer operiert wurde, wurde ein Flugzeugträger mit 22.600 t versenkt.
- 13. November 1941: Versenkung des britischen Flugzeugträgers Ark Royal (Lage) mit 22.600 t. Der Flugzeugträger wurde durch einen Torpedo so schwer beschädigt, dass er am 14. November 1941 sank. Er gehörte zur Force H.

### Vierte Unternehmung
Das Boot lief am 27. Januar 1942 um 16:12 Uhr von La Spezia aus und am 4. März 1942 um 08:56 Uhr wieder dort ein. U 81 lief am 1. März 1942 in Messina ein und am selben Tag wieder aus. Auf dieser 36 Tage dauernden Unternehmung in das östliche Mittelmeer wurden keine Schiffe versenkt oder beschädigt.

### Fünfte Unternehmung
Das Boot lief am 4. April 1942 um 14:00 Uhr von La Spezia aus und am 25. April 1942 um 09:20 Uhr in Salamis ein. Auf dieser 21 Tage dauernden und zirka 2.800 sm über und 308 sm unter Wasser langen Unternehmung in das östliche Mittelmeer, auf der auch drei TMB-Minen vor Haifa gelegt wurden, wurden zwei Schiffe mit 7.168 und acht Segelschiffe mit zirka 794 BRT versenkt.
- 16. April 1942: Versenkung des französischen Hilfs-U-Boot-Jägers Vikings mit 1.150 BRT. Das Schiff wurde durch zwei Torpedos versenkt. Es gab 16 Überlebende.
- 16. April 1942: Versenkung des britischen Tankers Caspia mit 6.018 BRT. Der Tanker wurde durch zwei Torpedos versenkt. Er hatte 7.000 t Benzin geladen und war auf dem Weg von Haifa nach Tripoli. Es gab 26 Tote und elf Überlebende.
- 16. April 1942: Versenkung des ägyptischen Segelschiffes Fatouh el Kher mit 97 BRT. Der Segler wurde durch Artillerie versenkt.
- 16. April 1942: Versenkung des ägyptischen Segelschiffes Bab el Farag mit 105 BRT. Der Segler wurde durch Artillerie versenkt.
- 16. April 1942: Versenkung eines unbekannten Segelschiffes mit zirka 100 BRT. Der Segler wurde durch Artillerie versenkt.
- 19. April 1942: Versenkung des ägyptischen Segelschiffes Hefz el Rahman mit 90 BRT. Der Segler wurde durch mehrmaliges Rammen versenkt. Er hatte Holz geladen.
- 20. April 1942: Versenkung eines ägyptischen Segelschiffes (Name unbekannt) mit zirka 80 BRT. Der Segler wurde durch Artillerie versenkt. Es hatte Öl geladen.
- 22. April 1942: Versenkung des ägyptischen Segelschiffes El Saadiah mit 122 BRT. Der Segler wurde durch Artillerie versenkt.
- 22. April 1942: Versenkung eines unbekannten Segelschiffes mit zirka 100 BRT. Der Segler wurde durch Artillerie versenkt.
- 22. April 1942: Versenkung des ägyptischen Segelschiffes Aziza mit 100 BRT. Der Segler wurde durch Artillerie versenkt.

### Sechste Unternehmung
Das Boot lief am 6. Mai 1942 um 16.37 Uhr von Salamis aus und lief am 3. Juni 1942 um 16.45 Uhr wieder dort ein. am 2. Juni empfing das Boot einen Notruf von U 652, das vor der nordafrikanischen Küste, auf Höhe von Sallum durch einen Fliegerangriff stark beschädigt worden war. U 81 übernahm die Besatzung und die beiden Kommandanten kamen überein, U 652 aufzugeben und zu versenken, was durch einen Hecktorpedo von U 81 erfolgte, der das andere Boot mittschiffs traf und versenkte. Auf dieser 28 Tage dauernden und zirka 3.600 sm über und 529 sm unter Wasser langen Unternehmung in das östliche Mittelmeer wurden keine weiteren Schiffe versenkt oder beschädigt.

### Siebente Unternehmung
Das Boot lief am 6. Juni 1942 um 18.10 Uhr von Salamis aus und lief am 24. Juni 1942 um 12.50 Uhr in La Spezia ein. U 81 lief am 22. Juni 1942 in Messina ein und am selben Tag wieder aus. Auf dieser 18 Tage dauernden zirka 2.750 sm über und 346 sm unter Wasser langen Unternehmung in das östliche Mittelmeer wurde ein Schiff mit 5.917 BRT so schwer beschädigt, dass es als Totalverlust galt.
- 10. Juni 1942: Beschädigung des britischen Tankers Brambleleaf mit 5.917 BRT. Der Tanker wurde durch einen Torpedo so schwer beschädigt, dass das Schiff als Totalverlust galt. Er hatte Heizöl, Diesel und Benzin geladen und befand sich auf dem Weg von Alexandria nach Tobruk. Das Schiff gehörte zum Konvoi AT-49 mit vier Schiffen. Es gab zwei Tote und 58 Überlebende.

### Achte Unternehmung
Das Boot lief am 5. Oktober 1942 um 7.56 Uhr von La Spezia aus und lief am 16. November 1942 um 10.30 Uhr wieder dort ein. Auf dieser 42 Tage dauernden und zirka 5.500 sm über und 600 sm unter Wasser durchgeführten Unternehmung in das westliche Mittelmeer, vor Algier, wurden zwei Schiffe mit 8.499 BRT versenkt.
- 10. November 1942: Versenkung des britischen Dampfers Garlinge mit 2.012 BRT. Der Dampfer wurde durch zwei Torpedos versenkt. Er hatte 2.700 t Kohle geladen und befand sich auf dem Weg von Greenock über Gibraltar nach Algier. Es gab 25 Tote und 15 Überlebende.
- 13. November 1942: Versenkung des britischen Dampfers Maron (Lage) mit 6.487 BRT. Der Dampfer wurde durch einen Torpedo versenkt. Er fuhr in Ballast und war auf dem Weg von Algier nach Gibraltar. Es gab keine Verluste, 81 Überlebende.

### Neunte Unternehmung
Das Boot lief am 24. November 1942 um 19.15 Uhr von La Spezia aus und lief am 21. Dezember 1942 um 16.00 Uhr in Pola ein. U 81 lief am 19. Dezember 1942 in Messina ein und am selben Tag wieder aus. Auf dieser 27 Tage dauernden und zirka 2.600 sm über und 588 sm unter Wasser durchgeführten Unternehmung in das westliche Mittelmeer, wurden keine Schiffe versenkt oder beschädigt.

### Zehnte Unternehmung
Das Boot lief am 31. Januar 1943 um 14.00 Uhr von Pola aus und lief am 19. Februar 1943 um 11.00 Uhr in Salamis ein. Auf dieser 20 Tage dauernden und zirka 3.000 sm über und 303 sm unter Wasser langen Unternehmung in das östliche Mittelmeer und vor der Küste Palästinas, wurden fünf Segelschiffe mit zirka 538 BRT versenkt und ein Schiff mit 6.671 BRT beschädigt.
- 9. Februar 1943: Versenkung des ägyptischen Segelschiffes Al Kasbanah mit 110 BRT. Der Segler wurde durch Artillerie versenkt.
- 10. Februar 1943: Beschädigung des niederländischen Tankers Saroena mit 6.671 BRT. Der Tanker wurde durch einen Torpedo beschädigt. Es gab zwei Tote und 57 Überlebende.
- 11. Februar 1943: Versenkung des libanesischen Segelschiffes Husni mit 107 BRT. Der Segler wurde durch Artillerie versenkt. Er hatte Spiritus geladen und war auf dem Weg nach Zypern. Es gab keine Verluste.
- 11. Februar 1943: Versenkung des palästinensischen Segelschiffes Dolphin mit zirka 135 BRT. Der Segler wurde durch Artillerie versenkt. Er hatte Benzin geladen und befand sich auf dem Weg nach Zypern. Es gab sieben Überlebende.
- 11. Februar 1943: Versenkung eines unbekannten Segelschiffes mit zirka 150 BRT. Der Segler wurde durch Artillerie versenkt.
- 11. Februar 1943: Versenkung des ägyptischen Segelschiffes Sabah El Kheir mit 36 BRT. Der Segler wurde durch Artillerie versenkt. Es hatte Öle und Fette geladen und war auf dem Weg nach Beirut. Es gab keine Verluste.

### Elfte Unternehmung
Das Boot lief am 6. März 1943 um 16.00 Uhr von Salamis aus und lief am 7. April 1943 um 11.00 Uhr in Pola ein. Auf dieser 32 Tage dauernden und 4.459 sm über und 471 sm unter Wasser langen Unternehmung im Mittelmeer und der Cyrenaika-Küste wurde ein Schiff mit 133 BRT und ein Segelschiff mit 77 BRT versenkt.
- 20. März 1943: Versenkung des syrischen Segelschiffes Mawahab Allah (Lage) mit 77 BRT. Der Segler wurde durch Artillerie versenkt. Er hatte Kartoffeln und Räucherfisch geladen und war auf dem Weg nach Haifa. Es gab keine Verluste.
- 28. März 1943: Versenkung des ägyptischen Dampfers Rousdi (Lage) mit 133 BRT. Der Dampfer wurde durch einen Torpedo versenkt. Er hatte 72 t Marmelade, 10 t Karbid sowie 8 t Kümmel geladen und befand sich auf dem Weg nach Port Said. Es gab neun Tote und einen Überlebenden.

### Zwölfte Unternehmung
Das Boot lief am 6. Juni 1943 um 13.35 Uhr von Pola aus und lief am 4. Juli 1943 um 13.30 Uhr in Salamis ein. Auf dieser 29 Tage dauernden und zirka 3.100 sm über und 428 sm unter Wasser langen Unternehmung in das östliche Mittelmeer und vor Syrakus wurden zwei Schiffe mit 11.873 BRT und drei Segelschiffe mit zirka 235 BRT versenkt.
- 17. Juni 1943: Versenkung des britischen Dampfers Yoma (Lage) mit 8.131 BRT. Der Dampfer wurde durch einen Torpedo versenkt. Er hatte 1.670 Soldaten an Bord und befand sich auf dem Weg von Tripoli nach Alexandria. Das Schiff gehörte zum Konvoi GTX-2 mit 14 Schiffen. 33 Crewmitglieder und 451 Soldaten wurden getötet, 142 Crewmitglieder und 1219 Soldaten wurden gerettet.
- 25. Juni 1943: Versenkung des ägyptischen Segelschiffes Nisr mit zirka 80 BRT. Der Segler wurde durch Artillerie versenkt. Es hatte Lebensmittel geladen und befand sich auf dem Weg nach Jaffa. Es gab keine Verluste.
- 26. Juni 1943: Versenkung des syrischen Segelschiffes Toufic Allah mit 75 BRT. Der Segler wurde durch Artillerie versenkt. Er hatte 160 t Emballagen, 11 t Spiritus sowie Kartoffeln geladen und befand sich auf dem Weg nach Beirut. Es gab keine Verluste.
- 26. Juni 1943: Versenkung des syrischen Segelschiffes Nelly mit zirka 80 BRT. Der Segler wurde durch Artillerie versenkt. Er hatte Kartoffeln geladen und befand sich auf dem Weg nach Beirut. Es gab keine Verluste.
- 27. Juni 1943: Versenkung des griechischen Dampfers Michalios mit 3.742 BRT. Der Dampfer wurde durch einen Torpedo versenkt. Er fuhr in Ballast und war auf dem Weg von Mersin nach Port Said. Es gab einen Toten.

### Dreizehnte Unternehmung
Das Boot lief am 14. Juli 1943 um 16.15 Uhr von Salamis aus und lief am 25. Juli 1943 um 13.00 Uhr in Pola ein. Auf dieser elf Tage dauernden und zirka 1.200 sm über und 232 sm unter Wasser langen Unternehmung in das Mittelmeer und vor der Ostküste Siziliens wurde ein Schiff mit 7.472 BRT beschädigt.
- 22. Juli 1943: Beschädigung des britischen Dampfers Empire Moon mit 7.472 BRT. Der Dampfer wurde durch einen Torpedo beschädigt. Er hatte Kohle geladen und war auf dem Weg von Syrakus nach Malta.

### Vierzehnte Unternehmung
Das Boot lief am 1. August 1943 von Pola aus und lief am 10. August 1943 um 12.30 Uhr wieder dort ein. Auf dieser neun Tage dauernden und zirka 1.580 sm über und 129 sm unter Wasser langen Unternehmung in das Mittelmeer und vor der Cyrenaika-Küste wurden keine Schiffe versenkt oder beschädigt.

### Fünfzehnte Unternehmung
Das Boot lief am 20. September 1943 um 22.55 Uhr von Pola aus und lief am 13. Oktober 1943 um 11.15 Uhr wieder dort ein. Auf dieser 30 Tage dauernden und zirka 2.000 sm über und 448 sm unter Wasser langen Unternehmung im Mittelmeer vor Salerno wurden keine Schiffe versenkt oder beschädigt.

### Sechzehnte Unternehmung
Das Boot lief am 4. November 1943 um 16.20 Uhr von Pola aus und lief am 23. November 1943 um 9.40 Uhr wieder dort ein. U 81 lief am 4. November 1943 um 18.15 Uhr wieder in Pola zur Reparatur der Flak ein, und am 6. November 1943 wieder aus. Es lief erneut am 7. November 1943 zum Einbau eines Funkmeßbeobachtungsgeräts (FuMB) wieder in Pola ein, und am 10. November 1943 um 14.20 Uhr wieder aus. Auf dieser 13 Tage dauernden und zirka 1.300 sm über und 224 sm unter Wasser langen Unternehmung in das Mittelmeer im Golf von Tarent wurde ein Schiff mit 2.887 BRT versenkt.
- 18. November 1943: Versenkung des britischen Dampfers Empire Dunstan (Lage) mit 2.887 BRT. Der Dampfer wurde durch einen Torpedo versenkt. Er hatte 1.550 t Militärgüter inklusive 700 t Landminen geladen und befand sich auf dem Weg von Bona über Augusta nach Brindisi. Das Schiff gehörte zum aufgelösten Konvoi SL-140/MKS-31 mit 66 Schiffen. Es gab zwei Tote und 37 Überlebende.

### Siebzehnte Unternehmung
Das Boot lief am 30. Dezember 1943 um 18.00 Uhr von Pola aus und lief am 3. Januar 1944 um 8.30 Uhr wieder dort ein. Auf dieser fünf Tage dauernden Unternehmung in die Adria, die wegen der Erkrankung des Kommandanten abgebrochen werden musste, wurden keine Schiffe versenkt oder beschädigt.

## Verbleib
Das Boot wurde am 9. Januar 1944 um 11.30 Uhr in Pola bei einem Großangriff von 144 Bombern der 15th Air Force der USAAF auf den Hafen durch einen Bombentreffer in den Maschinenraum getroffen. Durch den Volltreffer ist es gekentert und gesunken. Am 22. April 1944 wurde das Wrack gehoben und danach verschrottet. Die Position war 44° 52′ N, 13° 51′ O im Marine-Planquadrat CJ 3175. Es gab zwei Tote und 51 Überlebende.